# Balduin V. Flanderský
Balduin V. Flanderský († 1. září 1067 Lille) byl flanderský hrabě v letech 1035–1067 a regent Francouzského království.

## Život
Byl synem flanderského hraběte Balduina IV. V roce 1028 se oženil s Adélou, dcerou francouzského krále Roberta II. a vdovou po normandském vévodovi Richardu III. Jejich dcera Matylda se asi v letech 1050/1051 provdala za normandského vévodu a pozdějšího anglického krále Viléma. Po smrti svého švagra francouzského krále Jindřicha I. byl v letech 1060–1067 poručníkem jeho syna a svého synovce Filipa I. Po změně na francouzském trůnu Balduin hned v zárodku zadusil revoltu šlechty. V roli regenta nijak nebránil normanské invazi do Anglie vedené jeho zetěm Vilémem Dobyvatelem, čímž do budoucna způsobil svému svěřenci Filipovi mnohé problémy, ale jinak o svého svěřence a jeho zájmy pečlivě pečoval. Když v roce 1067 zemřel a byl pohřben v kostele sv. Petra v Lille, stal se flanderským hrabětem jeho nejstarší syn Balduin VI.
Z Flander pocházelo mnoho rekrutů Vilémovy armády, obchodní a výrobní vztahy Flander a Anglie přetrvaly dobytí ostrovního království a nadále se rozvíjely.

## Potomci
- Balduin VI. (1030–1070)
- Matylda (asi 1031–1083) ∞ Vilém I. Dobyvatel, anglický král a normandský vévoda
- Robert I. (asi 1033–1093)
- Jindřich (* asi 1035)
- Richard (asi 1050–1105)